# 에드워드 브로피

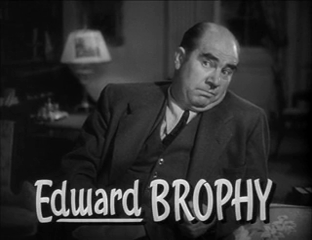
에드워드 브로피

에드워드 브로피(Edward Brophy, 1895년 2월 27일 ~ 1960년 5월 27일)는 미국의 영화배우, 성우이다.
뉴욕에서 태어났으며 퍼시픽팰리세이즈에서 사망하였다.

## 영화
- 투 로드 투게더 (1961년)
- 마지막 함성 (1958년)
- 번들 오브 조이 (1956년)
- 5번가에서 생긴 일 (1947년)
- 스윙 퍼레이드 1946 (1946년)
- 원더 맨 (1945년)
- 내일 일어날 일 (1944년)
- 에어 포스 (1943년)
- 브로드웨이 (1942년)
- 덤보 (1941년)
- 댄스, 걸, 댄스 (1940년)
- 어메이징 미스터 윌리엄스 (1939년)
- 골드 디거 인 파리 (1938년)
- 매드 러브 (1935년)
- 노티 메리에타 (1935년)
- 항간의 화제 (1935년)
- 그림자 없는 남자 (1934년)
- 에벌린 프렌티스 (1934년)
- 프릭스 (1932년)
- 챔프 (1931년)
- 프리 앤 이지 (1930년)